# Воля-Ковельская
Воля-Ковельская (укр. Воля-Ковельська) — село в Ковельской городской общине Ковельского района Волынской области Украины.
Код КОАТУУ — 0722182602. Население по переписи 2001 года составляет 792 человека. Почтовый индекс — 45004. Телефонный код — 3352. Занимает площадь 2,493 км².